# Choerodon fasciatus
Choerodon fasciatus е вид лъчеперка от семейство Labridae.

## Разпространение
Видът е разпространен в Австралия, Нова Каледония, Палау, Провинции в КНР, Тайван, Фиджи, Филипини и Япония.